# 나폴리 피자

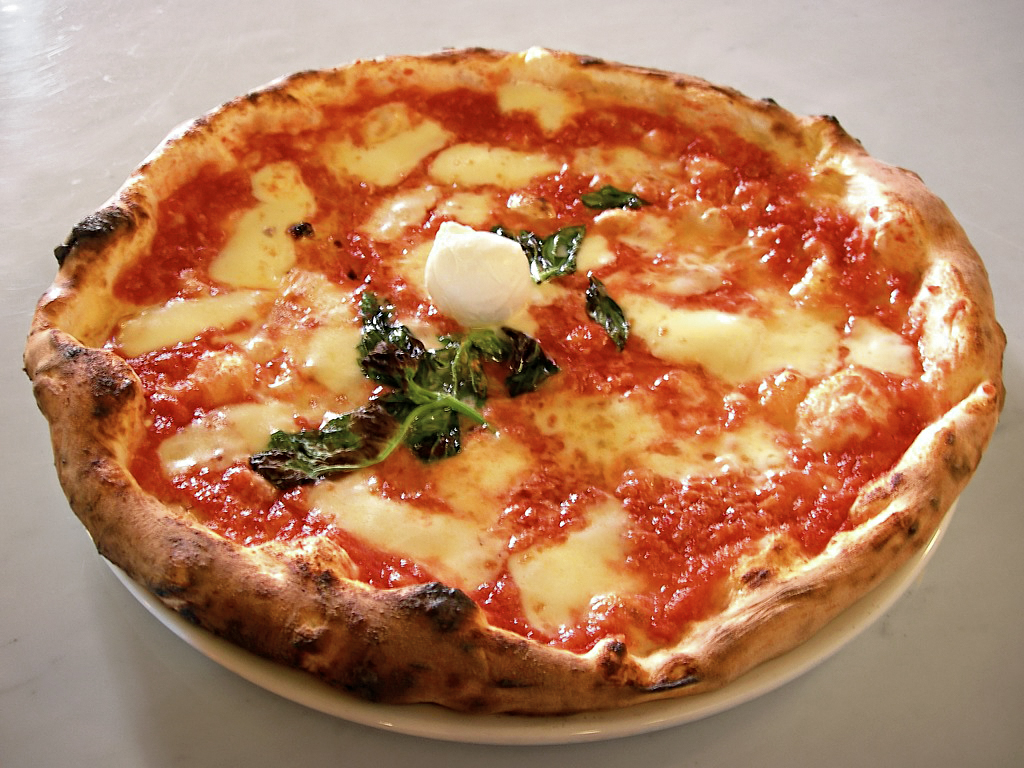
대부분의 피자의 기본 바탕이 된 정통 나폴리 피자 마르게리타

나폴리 피자(이탈리아어: Pizza napoletana 피차 나폴레타나[*])는 이탈리아 나폴리 스타일의 피자를 가리킨다. 베수비오산 남쪽의 화산 분지에서 재배되는 산 마르자노 토마토, 캄파니아와 라치오의 전용 사육 시설에서 키우는 물소 젖으로 만든 모차렐라 디 부팔라 캄파나 (유럽 원산지 표기 보호 적용)와 같이 지역의 고유 재료를 사용한다.
나폴리 피자 협회에서 발의한 규칙에 따르면 정통 나폴리 피자는 반죽에 이탈리아 밀가루, 천연 나폴리 이스트나 양조효모, 소금, 물이 사용되어야 한다. 제대로 된 빵을 만들기 위해서는 고단백 강력분 (제과보다는 제빵에 적합)을 사용해야 하고, 도우는 손이나 낮은 속력의 믹서기로 반죽해야 한다. 반죽 과정을 마치면, 롤링 핀이나 기계적인 장치의 도움 없이 손으로 도우의 모양을 만들어내야 하며, 두께는 3 mm (¹⁄₈ 이내)를 넘어서는 안된다. 피자는 오크 나무를 연료로 하는 벽돌 오븐에서 485도로 60초에서 90초 정도 구워야 한다. 다 구워진 피자는 질감이 바삭바삭하고 부드러워야 하며, 구수한 냄새가 나야 한다.
나폴리 피자는 이탈리아에서 "전통 특산물 인증"을 받았으며, 이 인증은 피자 마리나라, 피자 마르게리타, 피자 마르게리타 엑스트라의 세 가지 형태에만 적용된다. 피자 마리나라는 토마토와 마늘, 오레가노, 엑스트라 버진 올리브 오일로 만들며, 대부분의 나폴리 피자 장인들은 바질을 넣기도 한다. 피자 마르게리타는 토마토와 얇게 저민 모차렐라, 바질, 엑스트라 버진 올리브 오일로 만든다. 피자 마르게리타 엑스트라는 토마토와 캄파니아의 얇게 채썬 모차렐라, 바질, 엑스트라 버진 올리브 오일로 만든다.

## 같이 보기
- 마르게리타 피자